# Simpang Pesak (plaats)
Simpang Pesak is een bestuurslaag in het regentschap Belitung Timur van de provincie Bangka-Belitung, Indonesië. Simpang Pesak telt 3201 inwoners (volkstelling 2010).